# Делейни, Мэри Гранвил
Мэри Гранвил Делейни, урождённая Мэри Гранвил (англ. Mary Granville Delany; 14 мая 1700, Колстон (Уилтшир) — 15 апреля 1788, Бат, Англия) — английская художница и мемуаристка. В пожилом возрасте придумала собственную технику создания ботанических иллюстраций, которую называла «бумажной мозаикой», и создала около тысячи подобных работ, ныне хранящихся в Британском музее.

## Биография и творчество
Мэри Гранвил родилась в 1700 году в Колстоне. Получила образование, которое в то время давали девочкам: умела рисовать, вышивать, играть на музыкальных инструментах и говорить на нескольких языках. В 17 лет вышла замуж за богатого помещика Александра Пендейрвза, который был намного старше её. Овдовев восемь лет спустя, вела активную жизнь, вращаясь в обществе, в том числе при дворе. Среди её друзей были такие знаменитости, как Гендель и Свифт; она также была близка с Маргарет Бентинк, герцогиней Портленд.
Когда Мэри Гранвил было 32 года, она познакомилась с ирландским священником Патриком Делейни, другом Свифта, и одиннадцать лет спустя вышла за него замуж. Супруги переехали в Дублин, где Мэри занималась домашним хозяйством, садоводством, вышивкой, рисованием и живописью. В 1768 году Патрика Делейни не стало. Мэри вернулась в Англию, где стала компаньонкой своей давней подруги герцогини Портленд. Она проводила летние месяцы в её имении Булстрод-парк в Бакингемшире, работая в саду, а также собирая морские раковины и образцы растений.
Имение Портленд посещали, в числе прочих, ботаник и мастер ботанической иллюстрации Георг Дионисий Эрет, натуралист Джозеф Бэнкс и ученик Линнея, хранитель Британского музея Даниэль Соландер. Около 1771 года, после осмотра ботанической коллекции Бэнкса, Делейни начала работать над собственным уникальным произведением, которое назвала «Flora Delanica». Это было собрание изображений растений, выполненных в своеобразной технике «бумажной мозаики» (как её называла сама Мэри). В письме своей племяннице она сообщала, что «изобрела новый способ изображать цветы». Способ состоял в том, что Мэри составляла изображения из крошечных кусочков тряпичной бумаги, раскрашенных акварельными красками, и наклеивала их на чёрную бумагу с помощью растворённой в воде муки. Художница тщательно подбирала цвета и оттенки; по всей видимости, она не создавала предварительного рисунка, а сразу вырезала тончайшие фрагменты, необходимые для очередной композиции. Помимо эстетической стороны, её работа отличалась научной точностью: каждый коллаж сопровождался этикеткой с латинским и популярным названием растения, указанием происхождения образца и номером в коллекции. В общей сложности Делейни сделала около 1000 подобных работ, собранных в несколько альбомов. В 1784 году проблемы со зрением вынудили её оставить работу.
В 1785 герцогиня Портленд скончалась. Король Георг III подарил Мэри Делейни собственный дом в Виндзоре и назначил ей денежное пособие, которое она получала вплоть до своей смерти в 1788 году. Её работы в настоящее время хранятся в Британском музее: их предоставила в дар музею внучатая племянница Мэри Делейни, Августа Холл, которая также способствовала изданию автобиографии и эпистолярного наследия Делейни. Некоторые коллажи находятся в Королевской коллекции, Национальной галерее Ирландии и Библиотеке Лилли Университета Индианы в США.

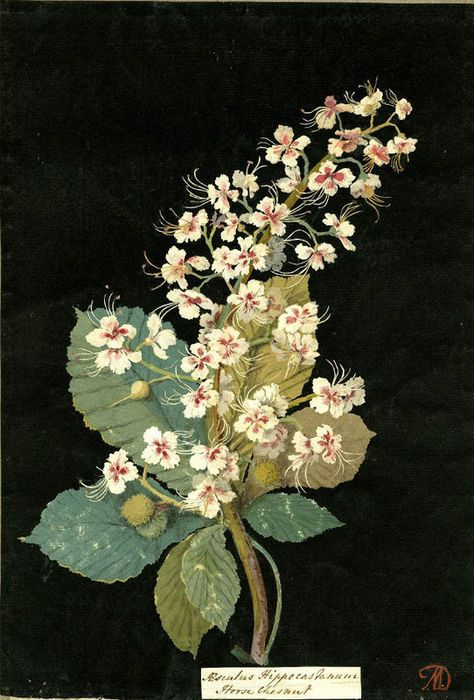
Aesculus hippocastanum L.
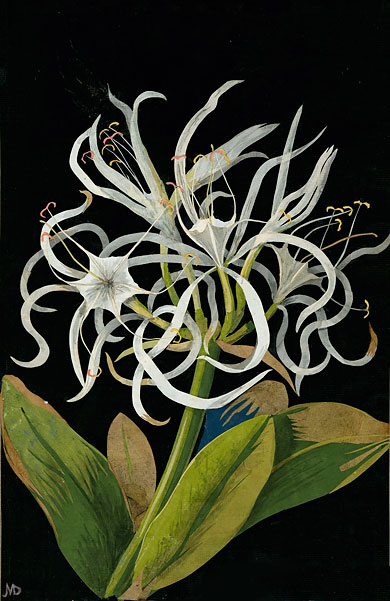
Pancratium maritimum L.
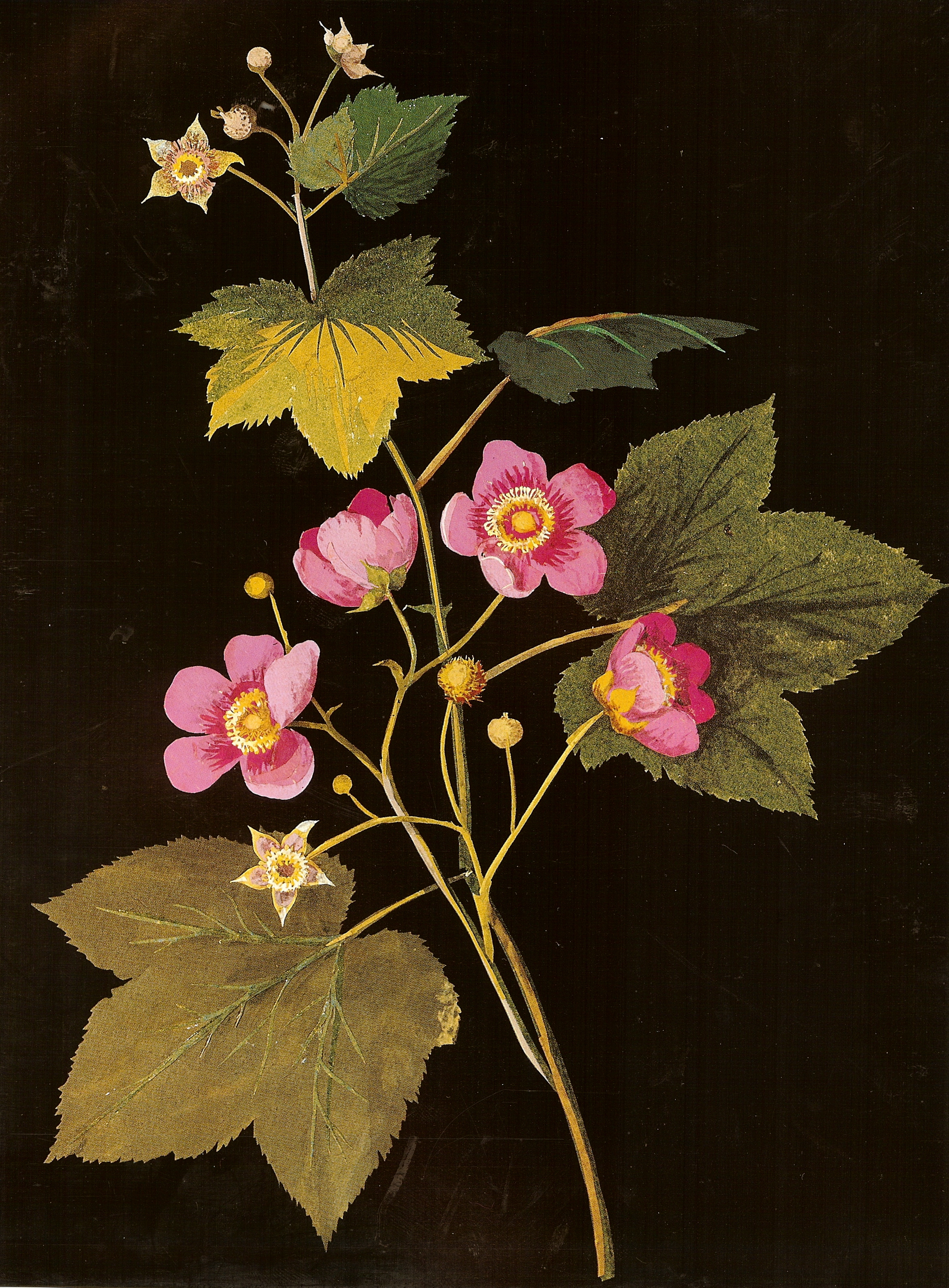
Rubus odoratus L.
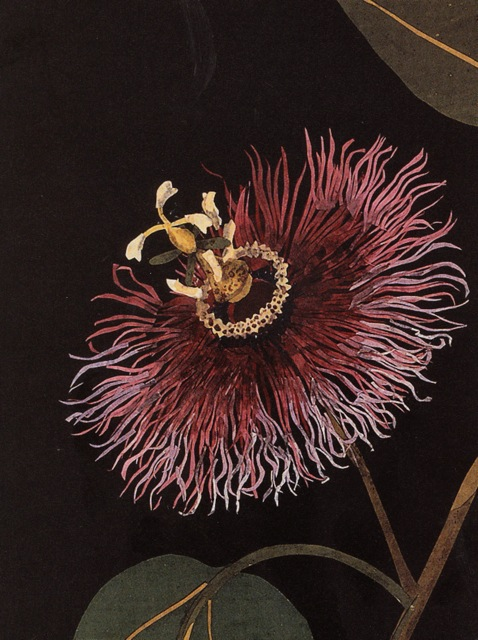
Passiflora laurifolia L.